# C12H20O6
化学式C12H20O6的化合物（摩尔质量：260.28 g/mol）可以指：
- 丙三醇三缩水甘油醚，CAS号：13236-02-7
- 三丙酸甘油酯，CAS号：139-45-7